# 臭氧化锂
臭氧化锂，化学式为LiO3，这种物质目前还没制备出纯品，只制得了四氨合臭氧化锂（LiO3·4NH3），这种四氨合物可以和硫酸反应，生成硫酸盐并放出氧气。该物质不稳定的原因可能是锂离子的半径与臭氧根离子相差过大。臭氧化锂的推测晶胞参数为a=3.053，b=4.931，c=5.197。有文献指出如果纯品能够制得，它可以用作高氧含量的供氧源。